# Leeser Rosenthal

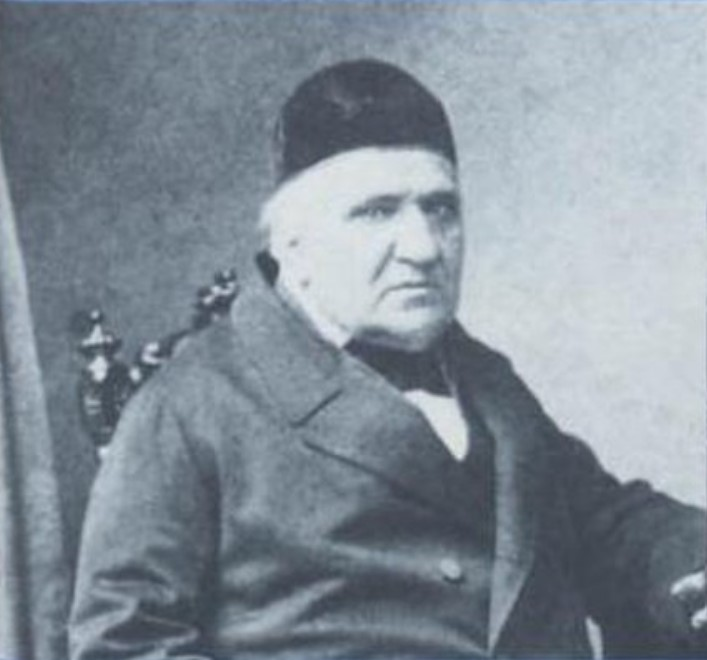
Brustbild des sitzenden Rosenthal;
Atelier-Fotografie, circa 1860er Jahre

Elieser Rosenthal oder Leeser Rosenthal (geboren 13. April 1794 in Nasielsk bei Warschau; gestorben 7. August 1868 in Hannover) war ein Hauslehrer, Privatgelehrter und Büchersammler. Seine als Bibliotheca Rosenthaliana bekannt gewordene Büchersammlung wurde nach seinem Tod von seinem Sohn der Universitätsbibliothek Amsterdam gestiftet.

## Leben
Leeser Rosenthal war Aschkenase, Sohn des aus einer Rabbinerfamilie stammenden Schoul Potaschky. Er wurde in der kleinen Stadt Nasielsk bei Płock in traditioneller jüdischer Weise erzogen und studierte in Polen den Talmud.
Im Alter von etwa 21 Jahren ging er 1815 nach Berlin, zwei Jahre später nach Paderborn. Dort arbeitete er zur Bestreitung seines Lebensunterhalts als Lehrer, verfasste aber auch mehrere literarische Werke in hebräischer Sprache, darunter Gedichte, Epigramme und Parabeln. In dieser Zeit begann er mit dem Sammeln von Büchern; seine Leidenschaft beschrieb David L. Freund in einer Biographie über den Bibliophilen später wie folgt:
„Rosenthal liebte ein Buch nicht nur um des Buches selbst willen oder um seiner Seltenheit willen; vielmehr liebte er es wegen seines Inhalts. Und der Inhalt wurde noch wertvoller, wenn das Buch nicht nur studiert, sondern auch gelehrt werden musste“.
1823 siedelte Rosenthal nach Hannover über, wo er als lediger Hauslehrer im Haushalt der Familie des Bankiers Michael Behrend wohnte und arbeitete.
Nach etwa drei Jahren wurde Rosenthal 1826 Stipendiat der 1758 zur Förderung jüdischer Gelehrter gegründeten Michael David'schen Stiftung, wodurch er sich seitdem – ohne sich um seinen Lebensunterhalt sorgen zu müssen – ungestört dem Studium des Talmuds widmen konnte. Ebenfalls ab 1826 fungierte Rosenthal als „Erster Stiftsgelehrter“ in den auch als Klausen bezeichneten Michel-Davidschen und Salomon-Michel-Davidschen Einrichtungen.
Im Folgejahr 1827 heiratete Rosenthal die Sophie Blumenthal; die aus Höxter stammende Sophie Zippora Blumenthal (gestorben 1854) war eine Nachfahrin des Hoffaktors und Klausstifters Michel David. Mit ihrer Mitgift konnte er seine Büchersammlung erheblich ausbauen. Aus der Ehe gingen fünf Kinder hervor: Der später in Amsterdam geadelte George (1828–1909), Elise (geboren 1832), Fanny (1833–1835), Nanny (1835–1915) und Mathilde (1838–1911). Der einzige Sohn erlernte – mutmaßlich bei seinem Onkel Meyer Blumenthal – das Bankwesen, wurde um 1848 zwecks Berufserfahrungen in der Finanzwelt nach Amsterdam geschickt und wurde später ein erfolgreicher Geschäftsmann.
Unterdessen war Rosenthal seit 1826 und dann ununterbrochen rund 42 Jahre lang seinen Studien nachgegangen, wodurch er ungezählten Hilfesuchenden sein talmudisches und rabbinisches Wissen vermitteln konnte. Parallel dazu widmete er sein ganzes Leben in Hannover „unter großen Anstrengungen und unglaublichen Opfern“ seiner in den jüdischen Schulen schon zeitlebens überregional bekannten Bibliothek, die er bis zum Ende seines Lebens auf mehr als 5.200 Drucke und 32 Manuskripte ausbaute.
Leeser Rosenthal, im Adressbuch der Stadt Hannover für das Jahr 1868 als „Rosenthal, Leser, 1. Gelehrter der M.-Davidschen Stiftung“ mit Wohnsitz im Haus Bergstraße 8, dem Vorderhaus der alten Synagoge verzeichnet, starb im selben Jahr im Alter von 74 Jahren. Er wurde auf dem ältesten Feld des Jüdischen Friedhofs An der Strangriede beigesetzt.

## Rosenthaliana
Nach dem Tod Rosenthals holte dessen Sohn George die Büchersammlung seines Vaters in sein Wohnhaus Herengracht 500 in Amsterdam, wo der niederländische Bibliograph Meyer Marcus Roest (1821–1890) ab den frühen 1870er Jahren die Sammlung erfasste und 1875 in dem zweibändigen Catalog der Hebraica und Judaica aus der L. Rosenthal’schen Bibliothek in einer Auflage von 200 Exemplaren unter dem Titel Yōdea‘Sefär mit einem Umfang von 520 Seiten publizierte und an Schüler, Forscher, Bibliophile und Bibliotheken versandte.
Nicht genau geklärt ist der Übergang von Rosenthals ab dem Jahr 1714 datierten und einen Zeitraum von rund 200 Jahren umfassenden Dokumente und Manuskripte in das „Rosenthaliana“-Archiv. Es wird angenommen, dass George Rosenthals Ehefrau Sophie Rosenthal-May dieses Familienarchiv 1921 der Amsterdamer Bibliothek schenkte. Von den etwa 240 Stücken behandeln rund 190 geschäftliche und rund 30 familie Angelegenheiten. Einige Schriftstücke stammen aus der Zeit vor Rosenthals Umzug nach Hannover; das älteste Dokument behandelt finanzielle Angelegenheiten mit dem Königlich Grossbritanischen Hof- und Kammeragenten Michael David.

## Archivalien
Neben dem Familienarchiv in der Universitätsbibliothek Amsterdam finden sich Archivalien von und über die Rosenthals beispielsweise
- im Stadtarchiv Hannover als 10-seitige, 1870 in Hannover bei H. L. Fridberg erschienene Schrift Statuten für die Stiftung zur Erinnerung an weiland Leeser Rosenthal und seine Ehefrau Sophie, geb. Blumenthal / Stiftung zur Erinnerung an weiland Leeser Rosenthal und seine Ehefrau Sophie, geb. Blumenthal ..., Archivsignatur Kps 1032 im Bestand Stiftungen und Vermächtnisse, Signatur StadtA H 1.HR.11[7]